# Кентвуд (Мічиган)
Кентвуд (англ. Kentwood) — місто (англ. city) в США, в окрузі Кент штату Мічиган. Населення — 54 304 особи (2020).

## Географія
Кентвуд розташований за координатами 42°53′5″ пн. ш. 85°35′34″ зх. д. / 42.88472° пн. ш. 85.59278° зх. д. (42.884835, -85.592730).  За даними Бюро перепису населення США в 2010 році місто мало площу 54,27 км², з яких 54,14 км² — суходіл та 0,13 км² — водойми.

### Клімат
| Клімат : Кентвуд      | Клімат : Кентвуд | Клімат : Кентвуд | Клімат : Кентвуд | Клімат : Кентвуд | Клімат : Кентвуд | Клімат : Кентвуд | Клімат : Кентвуд | Клімат : Кентвуд | Клімат : Кентвуд | Клімат : Кентвуд | Клімат : Кентвуд | Клімат : Кентвуд | Клімат : Кентвуд |
| Показник              | Січ.             | Лют.             | Бер.             | Квіт.            | Трав.            | Черв.            | Лип.             | Серп.            | Вер.             | Жовт.            | Лист.            | Груд.            | Рік              |
| Середній максимум, °C | −1,1             | 0,0              | 5,0              | 12,8             | 20,0             | 25,0             | 27,8             | 26,7             | 21,7             | 15,6             | 6,7              | 0,6              | 13,4             |
| Середній мінімум, °C  | −9,4             | −8,3             | −3,3             | 1,7              | 6,7              | 12,8             | 15,0             | 13,9             | 10,0             | 3,9              | 0,0              | −5               | 3,2              |
| Норма опадів, мм      | 56               | 46               | 64               | 76               | 84               | 91               | 76               | 74               | 91               | 71               | 71               | 61               | 861              |
| --------------------- | ---------------- | ---------------- | ---------------- | ---------------- | ---------------- | ---------------- | ---------------- | ---------------- | ---------------- | ---------------- | ---------------- | ---------------- | ---------------- |
| Джерело: Weatherbase  |                  |                  |                  |                  |                  |                  |                  |                  |                  |                  |                  |                  |                  |

## Демографія
Згідно з переписом 2010 року, у місті мешкало 48 707 осіб у 19 741 домогосподарстві у складі 12 345 родин. Густота населення становила 897 осіб/км².  Було 21584 помешкання (398/км²).
Расовий склад населення:
| - 70,1 % — білих - 15,4 % — чорних або афроамериканців - 6,6 % — азіатів - 0,4 % — корінних американців - 0,1 % — вихідців з тихоокеанських островів - 3,5 % — осіб інших рас |

До двох чи більше рас належало 3,9 %. Частка іспаномовних становила 8,5 % від усіх жителів.
За віковим діапазоном населення розподілялося таким чином: 25,4 % — особи молодші 18 років, 63,1 % — особи у віці 18—64 років, 11,5 % — особи у віці 65 років та старші. Медіана віку мешканця становила 34,3 року. На 100 осіб жіночої статі у місті припадало 92,2 чоловіків;  на 100 жінок у віці від 18 років та старших — 88,1 чоловіків також старших 18 років.
Середній дохід на одне домашнє господарство  становив 62 170 доларів США (медіана — 49 612), а середній дохід на одну сім'ю — 72 711 долар (медіана — 60 197). Медіана доходів становила 45 425 доларів для чоловіків та 34 427 доларів для жінок. За межею бідності перебувало 14,6 % осіб, у тому числі 23,1 % дітей у віці до 18 років та 10,5 % осіб у віці 65 років та старших.
Цивільне працевлаштоване населення становило 25 762 особи. Основні галузі зайнятості: виробництво — 23,7 %, освіта, охорона здоров'я та соціальна допомога — 21,1 %, роздрібна торгівля — 11,7 %, мистецтво, розваги та відпочинок — 8,7 %.